# Chalancon
Chalancon ist eine Gemeinde im französischen Département Drôme in der Region Auvergne-Rhône-Alpes (vor 2016 Rhône-Alpes).

## Geographie

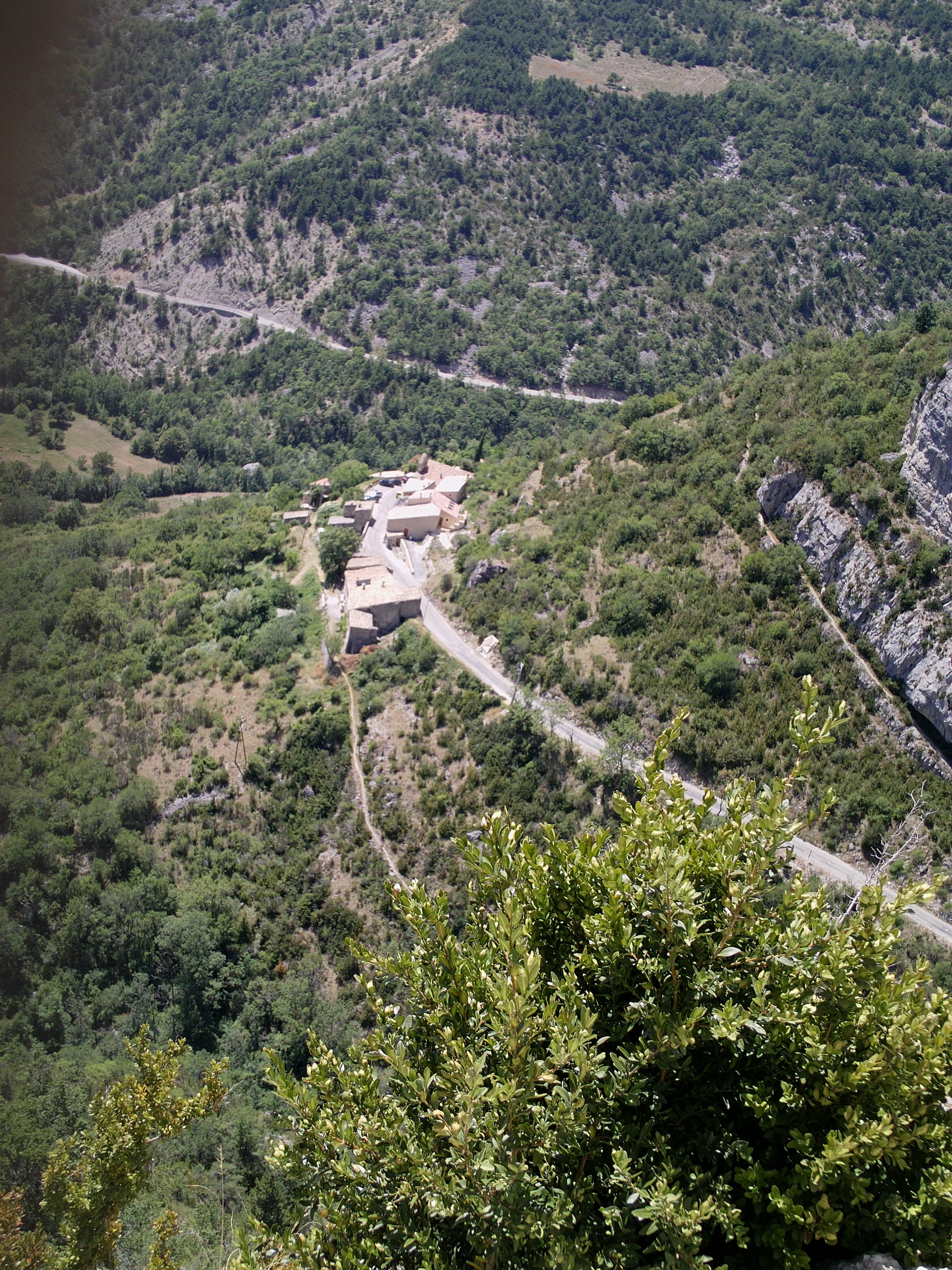
Blick auf die Straße des Pas d'Échelle mit der Siedlung Le Village

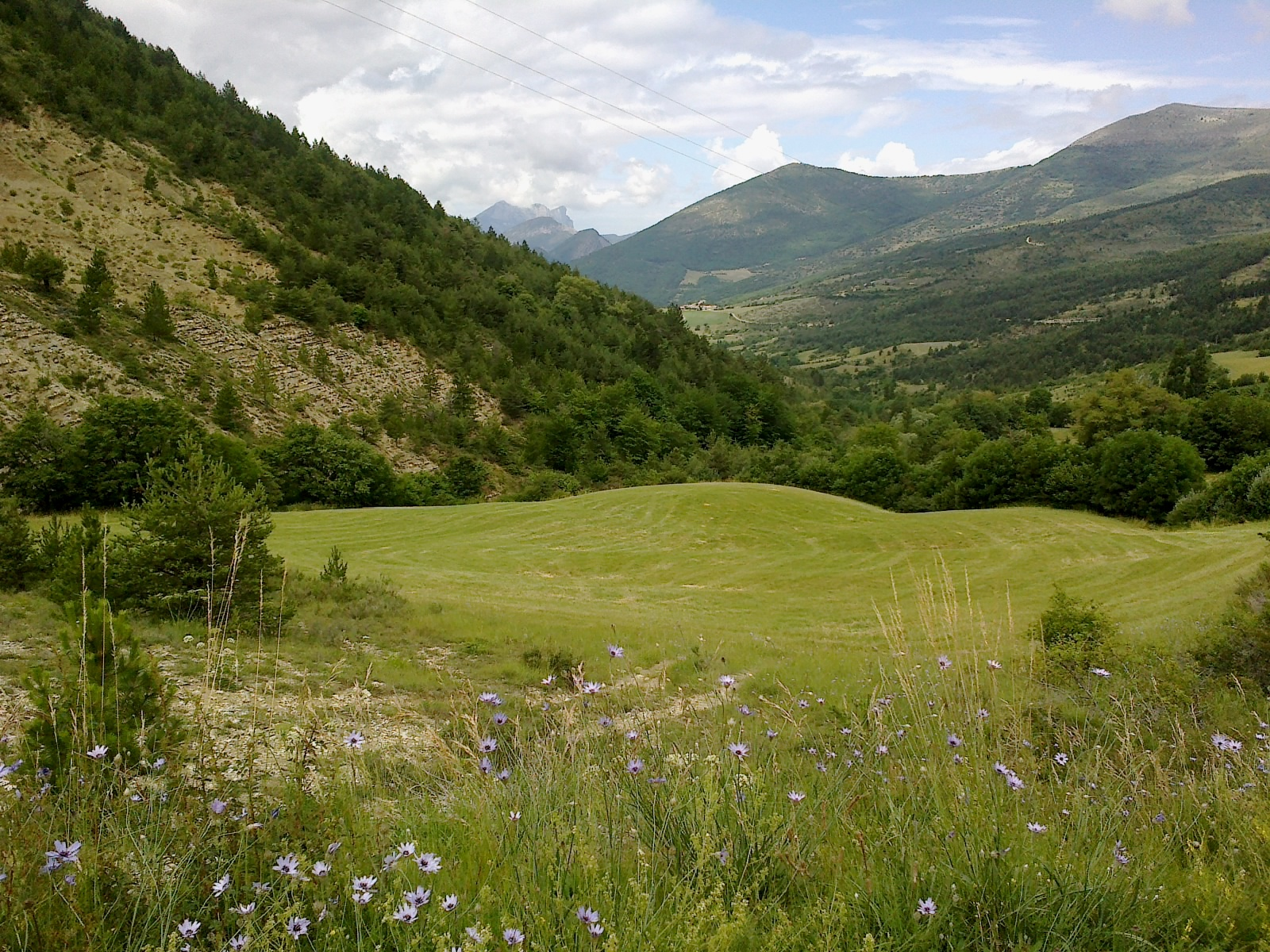
Der Col de Roustans im Norden der Gemeinde

Das Gemeindegebiet grenzt im Nordwesten an Saint-Nazaire-le-Désert, im Norden an Volvent, im Nordosten an Jonchères, im Südosten an La Motte-Chalancon, im Süden an Arnayon und im Südwesten an Gumiane.
Zentrum der Gemeinde ist das kleine Straßendorf Le Village, das in einer aussichtsreichen Hanglage an der Straße des Pas d'Échelle liegt, der Saint-Nazaire-le-Désert mit La Motte-Chaloncon verbindet. In Le Village befinden sich das Rathaus (Mairie) und eine römisch-katholische Kapelle. Das Hochtal des Ruisseau d'Aiguebelle ist über den Col de Roustans mit dem Nachbardorf Volvent verbunden und weist vereinzelte Bauernhöfe auf.

## Bevölkerungsentwicklung
| Jahr                       | 1962 | 1968 | 1975 | 1982 | 1990 | 1999 | 2008 | 2016 |
| -------------------------- | ---- | ---- | ---- | ---- | ---- | ---- | ---- | ---- |
| Einwohner                  | 137  | 93   | 77   | 76   | 81   | 56   | 63   | 49   |
| Quellen: Cassini und INSEE |      |      |      |      |      |      |      |      |